# Ishikawa

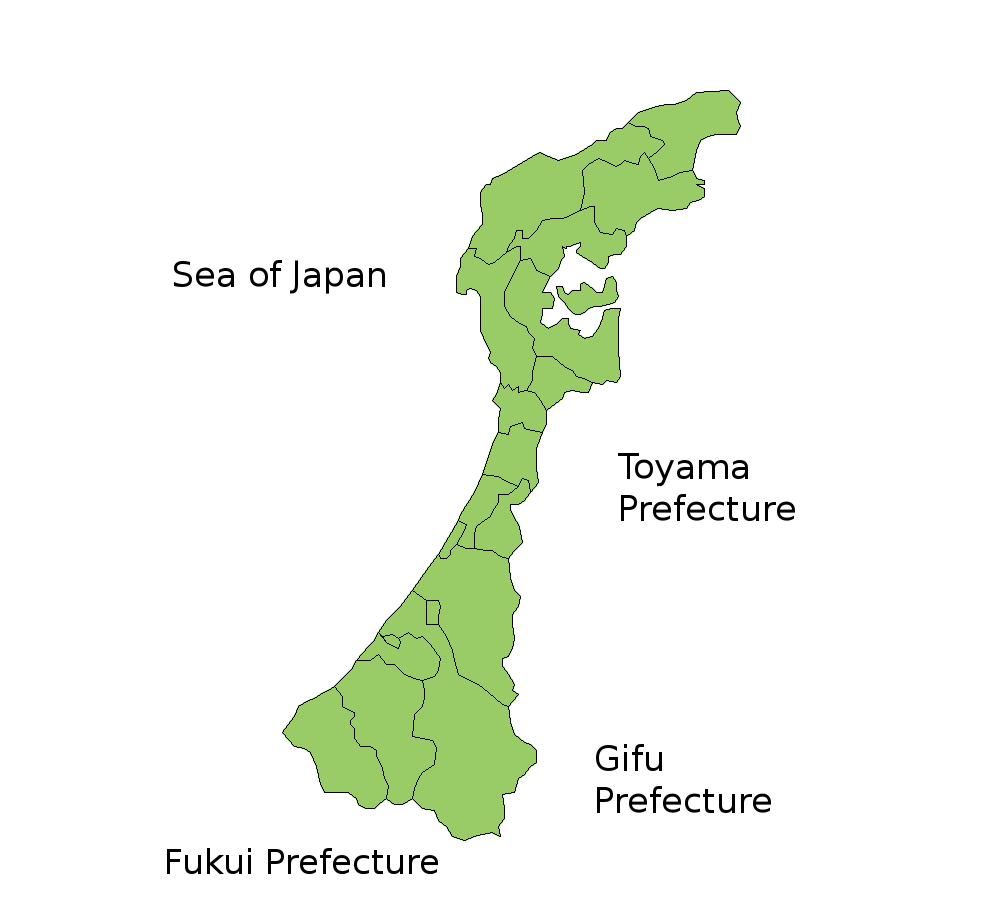
Mapa da prefeitura de Ishikawa

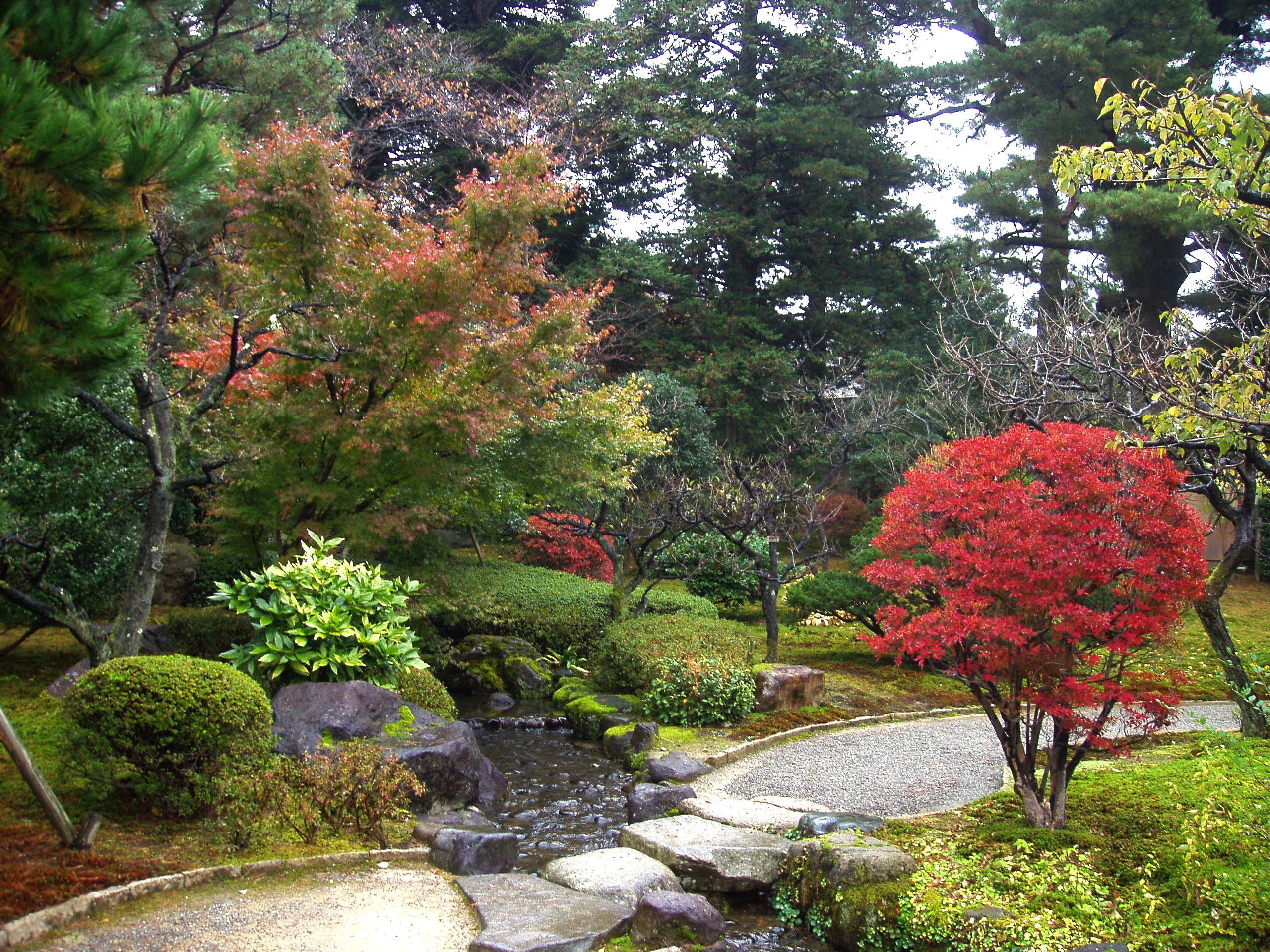
Jardim de Kenrokuen

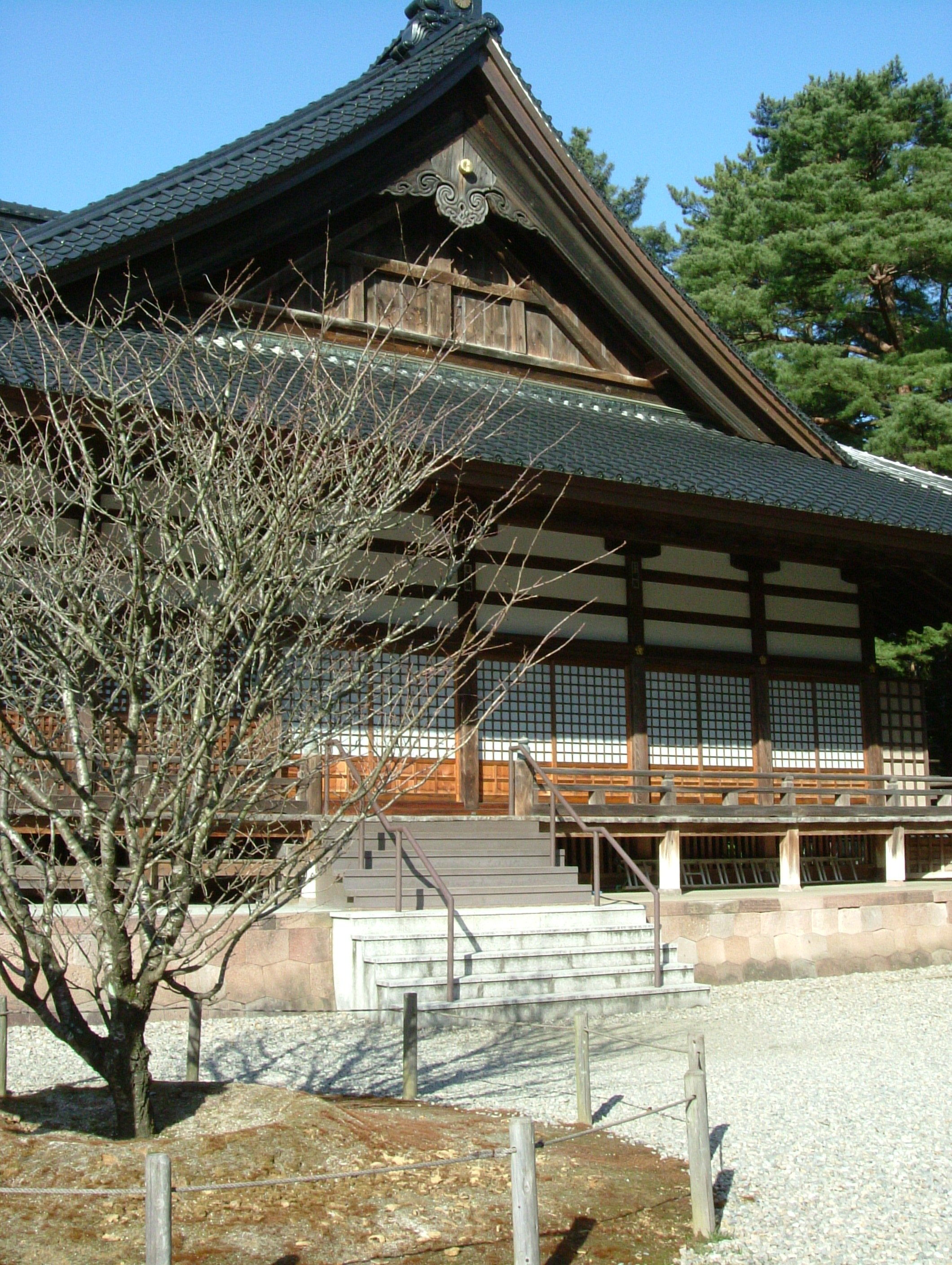
Santuário de Oyama

Ishikawa (石川県, Ishikawa-ken) é uma prefeitura do Japão localizada na região Chūbu, na ilha de Honshu. A capital é Kanazawa.

## História
Ishikawa foi formada com a fusão da província de Kaga com a pequena província de Noto.

## Geografia
Ishikawa localiza-se no litoral do Mar do Japão. A região norte da prefeitura situa-se na estreita Península de Noto, enquanto a região sul é mais ampla e se terreno é mais montanhoso, com a capital da prefeitura, Kanazawa, localizada em sua planície costeira.
Algumas ilhas também fazem parte da prefeitura, como Notojima, Mitsukejima e Hegurajima.

### Cidades
Em negrito, a capital da prefeitura.
- Hakui
- Hakusan
- Kaga
- Kahoku
- Kanazawa
- Komatsu
- Nanao
- Nomi
- Suzu
- Wajima

### Distritos
- Distrito de Hakui
- Distrito de Hosu
- Distrito de Ishikawa
- Distrito de Kahoku
- Distrito de Kashima
- Distrito de Nomi

## Economia
O setor industrial da prefeitura de Ishikawa é dominado pela indústria têxtil, em particular tecidos artificiais, e indústria de máquinas, principalmente maquinário de construção.

## Demografia
A prefeitura de Ishikawa tem uma área de 4 185 km² e, em 1 de abril de 2006, tinha uma população de 1 698 539 habitantes.

## Cultura
A região é conhecida pelo artesanato e outras tradições culturais:
- O Teatro Noh foi introduzido na região durante o domínio de Tsunamori, o quinto senhor feudal de Maeda, e foi aperfeiçoado para o estilo Kaga hosho.
- A Cerimônia do chá foi introduzida em 1666, quando Maeda Toshitsune convidou Senbiki Soshitsu para vir a Kanazawa.
- A porcelana de Kutana (Kutani yaki) é uma peça de cor viva, parecida com a porcelana chinesa.
- A seda de Kaga (Kaga yuzen) é feita com uma técnica complexa de impressão em ceda, que a deixa com uma aparência áspera.
- A laca de Kanazawa ('Kanazawa shikki) é uma laca de alta qualidade tradicionalmente decorada com pó de ouro.
- As folhas de ouro de Kanazawa (Kanazawa haku) é produzida com uma técnica que consiste em bater o ouro em pastilhas finas.
- Kaga mizuhiki é uma decoração com fitas feito com papel japonês (washi) colado.
- O artesanato de incrustações de Kaga (Kaga zogan) é feito com a combinação de chapas finas e incrustações de fios metálicos.

A cantora Tsubasa Imamura é a atual embaixadora da cultura da prefeitura de Ishikawa

## Turismo
Localiza-se na região o Hoshi Ryokan, o qual foi fundado no ano de 718 d.C., Século VIII, a mando do mestre budista Taicho Daichi. Trata-se de um Ryokan, isto é, uma espécie de hotel tradicional japonês, em plena atividade até hoje, sendo, por isso, um dos hotéis mais antigos de todo mundo, assim como uma das empresas mais antigas existentes e em atividade em todo planeta.

## Nativos notáveis
- Hideki Matsui, um jogador que atual pelos New York Yankees, nasceu e cresceu na cidade de Neagari (atualmente cidade de Nomi), Ishikawa. Ele ganhou fama como jogador de beisebol na época que frequentava o colégio em Kanazawa.
- Daisuke Nakata, um atleta de trampolim que já competiu em Olimpíadas, é de Ishikawa.
- Takeshi Kaga, um ator japonês que provavelmente é mais conhecido internacionalmente do que em seu país por sua participação como Presidente Kaga no programa televisivo Iron Chef, produzido pela Fuji TV, é de Ishikawa.